# Edward Lucie-Smith
Pour les articles homonymes, voir Edward Smith (homonymie), Lucie et Smith.
John Edward McKenzie Lucie-Smith est un poète, journaliste et critique d'art contemporain britannique né le 27 février 1933 en Jamaïque et installé en Angleterre en 1946.

## Biographie
John Edward McKenzie Lucie-Smith étudie à la King's School de Canterbury, au Merton College à Oxford, et devient officier pédagogue à la Royal Air Force. Il entame par la suite une carrière littéraire comme poète, et publie quatre recueils de poésie. Écrivain et journaliste indépendant, il est connu pour ses nombreux ouvrages sur l'art et son activité de commissaire d'exposition à travers le monde entier.

## Publications
- The Decline and Fall of the Avant-Garde. Essay of Contemporary Art, Cv Publications Albion House, Hampton Wick Surrey, 2013,  (ISBN 978-1-908419-52-1).
- Art Tomorrow, éditions Pierre Terrail, 2002.  (ISBN 978-2879392493)
- Sergio Ceccotti, éditions Lachenal & Ritter, Paris, 2001.
- Les Arts au XXe siècle, éditions Könemann, Cologne, 1999,  (ISBN 3-8290-1718-9).
- Le Réalisme américain, 1997.
- Art Today, 1995.
- Race, Sex and Gender in Contemporary Art, 1994.
- Art and Civilization, 1992.
- Rustin, 1991.
- Sexuality in Western Art, 1991.  (ISBN 978-0500202524)
- Art in the 1980s, 1990.
- Sculpture Since 1945, 1987.
- American Art Now, 1985.  (ISBN 978-0714823447)
- Art in the 1970s, 1980.
- Eroticism in Western Art, 1972.
- Movements in Art since 1945, 1969.
- The Penguin Book of Elizabethan Verse, 1965.
- Confessions and Histories, 1964.
- A Tropical Childhood, 1961.

## Commissariat d'expositions
- Auteur de l'essai du catalogue pour l'exposition de l'American Craft Museum : Poetry of the Physical, 1989
- Commissaire consultant et auteur de l'essai pour Art of the Fantastic : Latin American Art 1929-1987, au musée d'art d'Indianapolis
- Cocommissaire de Self-portrait: A Moderne View, exposition de 60 portraits au Art-Site, Bath, 1987
- Cocommissaire de l'exposition itinérante The New British Painting, organisée par le Cincinnati Contemporary Arts Center, entre 1988 et 1990
- Commissaire de trois Peter Moores Projects à la Walker Art Gallery, Liverpool, en 1977, 1979 et 1981